# 1998年カンボジア国民議会選挙
1998年カンボジア国民議会選挙（-ねんカンボジアこくみんぎかいせんきょ）は、カンボジア王国の立法府である国民議会を構成する議員を選出するために1998年7月26日に行われたカンボジアの総選挙である。

## 選挙までの経緯
1993年の制憲議会選挙から2回目となる国民議会選挙である。前年7月の政変でアメリカを中心とする国際社会から批判を受け、カンボジア政府は国際的信頼を大きく損なう結果となった。そのため、パリ和平協定調印（1991年10月）以来2回目となるこの選挙を「自由かつ公正」な選挙であったと、国際社会に承認を受けることが政府にとって重要な課題となった。その基準としてアメリカを中心とする諸外国は「7月政変」で事実上の亡命生活を余儀なくされていたノロドム・ラナリットを選挙に参加させるか、否かが焦点となった。しかし、7月政変でラナリットを追放したフン・セン首相はラナリットが非を認め、恩赦を請わなければ、帰国を認めないとの立場を崩さず、事態は膠着状態となった。
こうした中、日本は2月5日、以下のような4項目の提案を行った。
1. ラナリットはクメール・ルージュ（KR）との関係を絶つこと
2. 政府軍とラナリット派部隊は即時に停戦し、同派部隊は政府軍に再編入する
3. カンボジア司法当局は、国王によるラナリットへの恩赦付与が可能となるように、ラナリットに対する裁判手続きを速やかに行う
4. カンボジア政府は、ラナリットの帰国と自由な選挙活動を保証すること

この提案をフン・セン首相が受け入れたことで、2月下旬に7月政変以来続いていた政府軍とラナリット派部隊の戦闘は終結、3月21日にフン・セン首相がラナリットへの恩赦を容認したことを受け、同日夜にラナリットへの恩赦付与の王令が下れ、3月30日、ラナリットが9ヶ月ぶりに帰国を果たした。ラナリットが帰国した翌日の30日には立候補資格に関する居住要件は今回選挙に限り適用されない旨を規定した「国会議員選挙に関する法律」追加法が国会で可決され、1997年7月以来、国外に居住していたラナリットにも立候補資格が認められることになった。
公式の選挙運動開始を目前にした6月21日、国家選挙管理委員会（NRC）はラナリット率いる「独立・中立・平和・協力のカンボジアのための民族統一戦線」（フンシンペック）を含めた39政党すべてに立候補資格を認めることを発表した。これによって、武装勢力の組織を禁じた政党法第6条の規定に抵触する疑いのあったフンシンペックも選挙に参加することが正式に認められた。

## 選挙結果
|                                 |                          |        |      |           |        |
| 政党                            | 政党                     | 議席数 | 増減 | 得票数    | 得票率 |
|                                 | カンボジア人民党         | 64     | 13   | 2,030,790 | 41.4%  |
|                                 | フンシンペック           | 43     | 15   | 1,554,405 | 31.7%  |
|                                 | サム・ランシー党         | 15     | 新党 | 699,665   | 14.3%  |
|                                 | クメール民主党           | 0      | 新党 | 90,000    | 1.8%   |
|                                 | カンボジア国家持続党     | 0      | 新党 | 71,093    | 1.4%   |
|                                 | 自由民主党国民戦線       | 0      | 新党 | 46,424    | 0.9%   |
|                                 | 仏教自由民主党           | 0      | 10   | 45,849    | 0.9%   |
|                                 | 民族主義党               | 0      | 新党 | 37,308    | 0.8%   |
|                                 | 仏教自由党               | 0      | 新党 | 32,959    | 0.7%   |
|                                 | クメール・アンコール党   | 0      | 新党 | 26,482    | 0.5%   |
|                                 | カンボジア市民党         | 0      | 新党 | 23,713    | 0.5%   |
|                                 | カンボジア統一党         | 0      | 新党 | 19,232    | 0.4%   |
|                                 | 共和連合党               | 0      | ± 0  | 14,869    | 0.3%   |
|                                 | 自由民主党               | 0      | ± 0  | 14,088    | 0.3%   |
|                                 | 自由開発共和党           | 0      | ± 0  | 13,780    | 0.3%   |
|                                 | 国民国家連合             | 0      | ± 0  | 13,038    | 0.3%   |
|                                 | 国家統一党               | 0      | 新党 | 11,089    | 0.2%   |
|                                 | 国家再生党               | 0      | 新党 | 10,451    | 0.2%   |
|                                 | 自由人権党               | 0      | 新党 | 8,395     | 0.2%   |
|                                 | モリナカ党               | 0      | 1    | 8,395     | 0.2%   |
|                                 | 自由独立民主党           | 0      | ± 0  | 3,938     | 0.1%   |
|                                 | カンボジア中立民主党     | 0      | ± 0  | 3,869     | 0.1%   |
|                                 | 自由共和党               | 0      | ± 0  | 1,654     | 0.0%   |
|                                 | 諸派（12政党）           | 0      | ± 0  | 119,372   | 2.4%   |
| 総計                            | 総計                     | 122    | ± 1  | 4,902,490 | 100.0% |
|                                 |                          |        |      |           |        |
| 有効票数（有効率）              | 有効票数（有効率）       | -      | -    | 4,902,490 | 96.93% |
| 無効票・白票数（無効率）        | 無効票・白票数（無効率） | -      | -    | 155,189   | 3.07%  |
|                                 |                          |        |      |           |        |
| 投票総数（投票率）              | 投票総数（投票率）       | -      | -    | 5,057,679 | 93.74% |
| 棄権者数（棄権率）              | 棄権者数（棄権率）       | -      | -    | 337,916   | 6.26%  |
|                                 |                          |        |      |           |        |
| 有権者数                        | 有権者数                 | -      | -    | 5,395,595 | 100.0% |
| 出典：Inter-Parliamentary Union |                          |        |      |           |        |

6月24日から、公式の選挙活動が開始され、翌7月24日に選挙運動が終了し、一日置いた26日に投票が行われた。選挙の結果、人民党が第一党、フンシンペックが第二党、3月にクメール国民党から党名改称したサム・ランシー党が第三党となった。
諸外国から派遣された選挙監視団員で構成される国際合同監視団（JIOG）は公的な選挙運動が終了した7月24日、「（有権者登録と選挙運動は）概ね順調に行われ、受け入れることのできる水準である」旨の声明を発表、26日の投開票終了後、JIOGは投開票についても「自由で公正」であったとの評価を下した。監視団の評価基準が甘すぎるとして投票日直前にJIOGから脱退していたアメリカの共和党・民主党シンクタンクによる合同監視団も「概ね評価でき、比較的成功した」という肯定的な評価を発表した。
1998年11月30日、フン・センを首相とする新しい政府が発足した。